# Quartier des Chantiers
Le quartier des Chantiers est un quartier de Versailles, dans le département français des Yvelines. Le quartier est situé au sud de l'avenue de Paris et à l'est du quartier Saint-Louis.

## Géographie
Le quartier des Chantiers jouxte :
- au nord-ouest, le quartier Notre-Dame, dont il est séparé par l'avenue de Paris entre l'avenue du Général-de-Gaulle et la rue Montbauron ;
- au nord-est, le quartier Montreuil, dont il est séparé par l'avenue de Paris entre la rue Montbauron et l'impasse Saint-Henri ;
- à l'est, le quartier de Porchefontaine, dont il est séparé par l'impasse Saint-Henri, les voies de chemin de fer de la ligne de Paris-Montparnasse à Brest, la rue Ploix (dont tous les riverains font partie du quartier de Porchefontaine et la rue des Chantiers (dont tous les riverains font partie du quartier des Chantiers) jusqu'à l'axe de la rue Albert-Sarraut (dont tous les riverains font partie du quartier de Porchefontaine) ;
- au sud-est, la commune de Buc ;
- au sud-ouest, le quartier de Satory, dont il est séparé par la nationale 12 ;
- à l'ouest, le quartier Saint-Louis, dont il séparé par la départementale 938 (rampe Saint-Martin), la rue Édouard-Charton, l'avenue de Sceaux et l'avenue du Général-de-Gaulle.

Parmi les équipements publics d'importance, se trouvent dans le quartier des Chantiers :
- les gares de Versailles-Chantiers et Versailles-Château-Rive-Gauche ;
- l'hôtel de ville ;
- le cimetière des Gonards.

### Transports en commun
Le quartier est desservi par
- les lignes 6201, 6202, 6204, 6206, 6211, 6213, 6240 et 6284 du réseau de bus Grand Versailles ;
- par la ligne 5146 du réseau de bus Île-de-France Ouest ;
- par les lignes 5102, 5134, 5140 et 5141 du réseau de bus de Saint-Quentin-en-Yvelines ;
- par la ligne 1 du réseau de bus de Saint-Germain Boucles de Seine ;
- par les lignes 6122, 6124, 6160, 6161, 6162, 6163, 6164, 6173, 6179, 6180, 6182 et Soirée Versailles Chantiers du réseau de bus de Vélizy Vallées ;
- par les lignes N160 et N161 du réseau Noctilien (la nuit).

Le quartier est également desservi par
- la Gare de Versailles-Chantiers
  - par la ligne C du RER (branche Saint-Quentin-en-Yvelines - Dourdan-La Forêt ou Saint-Martin-d'Étampes), ligne N du Transilien, ligne U du Transilien et ligne V du Transilien ;
  - par les grandes lignes des TGV inOui et Ouigo Train Classique ;
  - et par les lignes des trains régionaux TER Centre-Val de Loire et TER Normandie.
- la Gare de Versailles-Château-Rive-Gauche
  - par la ligne du RER C (branche Versailles-Château-Rive-Gauche - Juvisy).